# Ptychohyla erythromma
Ptychohyla erythromma és una espècie de granota que es troba a Mèxic.
Està amenaçada d'extinció per la pèrdua del seu hàbitat natural.